# Magnetostatica

Linee di forza di un campo magnetico statico in prossimità di un dipolo magnetico.

In fisica, la magnetostatica è il ramo dell'elettromagnetismo che studia i campi magnetici statici, ovvero invarianti nel tempo. Mentre l'elettrostatica si occupa delle cariche elettriche approssimativamente stazionarie, generatrici del campo elettrostatico, nella magnetostatica sono le correnti elettriche (generatrici dei campi magnetici statici) ad essere approssimativamente stazionarie, ovvero costanti o invarianti nel tempo.

## Applicabilità
La teoria approssima bene il comportamento di un sistema per cui possano valere le assunzioni minime:
{\displaystyle {\frac {\partial \mathbf {H} }{\partial t}}\sim 0\qquad {\frac {\partial \mathbf {D} }{\partial t}}\ll \mathbf {J} }
cioè nel caso in cui si possano approssimare stazionari il campo magnetico e il campo elettrico, quest'ultimo almeno rispetto alla densità di corrente. Si ottengono in particolare per il campo magnetico delle forme particolari delle equazioni di Maxwell (scritte in forma differenziale e integrale):
- Teorema di Gauss per il campo magnetico:

{\displaystyle \mathbf {\nabla } \cdot \mathbf {B} =0\qquad \oint _{S}\mathbf {B} \cdot \mathrm {d} \mathbf {S} =0}
- legge di Ampère:

{\displaystyle \nabla \times \mathbf {H} =\mathbf {J} \qquad \oint _{\partial S}\mathbf {H} \cdot \mathrm {d} \mathbf {r} =\int _{S}\mathbf {J} \cdot \mathrm {d} \mathbf {s} }
Si noti che sotto le stesse assunzioni il campo elettrico non influenza minimamente il campo magnetico (lo stesso discorso vale anche al contrario); il primo risulta inoltre essere conservativo in base alla legge di Faraday: in effetti le assunzioni fatte ricadono all'interno di quelle richieste dall'elettrostatica. Perciò (sempre sotto assunzioni stazionarie) i due campi possono essere considerati indipendenti.

## Campo generato da correnti elettriche stazionarie
Nel caso in cui si conosce la distribuzione delle correnti di un sistema, ovvero è noto il campo di densità di corrente elettrica {\displaystyle \mathbf {J} }, risulta utile utilizzare la legge di Biot-Savart:
{\displaystyle \mathbf {B} ={\frac {\mu _{0}}{4\pi }}I\int {\frac {\mathrm {d} \mathbf {l} \times {\hat {\mathbf {r} }}}{r^{2}}}}
Si tratta di una buona approssimazione nel caso in cui il mezzo sia un materiale la cui permeabilità magnetica sia invariabile con l'induzione come il vuoto o l'aria, o in generale un diamagnetico. Un vantaggio di questa tecnica è che in caso di una bobina con una geometria complessa l'integrale può essere diviso in varie sezioni, mentre per geometrie ancor più complicate può essere usata l'integrazione numerica. Poiché quest'equazione è utilizzata principalmente per risolvere problemi lineari, il risultato è solitamente la somma degli integrali di ogni sezione. Un problema nell'uso della legge di Biot-Savart è il fatto che essa non sfrutta implicitamente il teorema di Gauss, e perciò è possibile arrivare ad un risultato matematico che include monopoli magnetici. Questo si verifica ad esempio se alcune sezioni del percorso scelto non sono state incluse nell'integrale (il che implica l'assunzione che gli elettroni siano continuamente creati in un luogo e distrutti in un altro).
L'utilizzo della legge di Biot-Savart in presenza di materiali ferromagnetici o paramagnetici è complicato, in quanto la corrente esterna induce una corrente di superficie nel materiale magnetico che deve essere a sua volta inclusa nell'integrale. Il valore di questa corrente dipende dal campo magnetico che è ciò che si sta cercando di calcolare in primo luogo. A causa di questi problemi, una scelta migliore è quella di usare la legge di Ampère (solitamente in forma integrale). Per problemi in cui il materiale magnetico dominante è dato da un nucleo magnetico altamente permeabile, con vuoti d'aria relativamente piccoli, è più utile utilizzare i circuiti magnetici. Quando i vuoti d'aria sono confrontabili con la grandezza del circuito magnetico, gli effetti di bordo diventano significativi e bisogna usare il metodo degli elementi finiti. Questo metodo usa una forma modificata delle equazioni magnetostatiche in modo da calcolare il potenziale scalare magnetico, dal quale è possibile ricavare il valore del campo magnetico.

## Magnetizzazione dei materiali
La magnetizzazione {\displaystyle \mathbf {M} } di materiali come i mezzi ferromagnetici,  ferrimagnetici o  paramagnetici è principalmente dovuta allo spin degli elettroni, ed è inclusa esplicitamente nella scrittura del campo:
{\displaystyle \mathbf {B} =\mu _{0}(\mathbf {M} +\mathbf {H} )}
Se non si tratta di metalli, le correnti possono essere ignorate e la legge di Ampère è semplicemente:
{\displaystyle \nabla \times \mathbf {H} =0}
che ha la soluzione generale:
{\displaystyle \mathbf {H} =-\nabla V_{m}}
dove {\displaystyle V_{m}} è il potenziale scalare magnetico. Sostituendo nella legge di Gauss:
{\displaystyle \nabla ^{2}V_{m}=\nabla \cdot \mathbf {M} }
ovvero la divergenza {\displaystyle \nabla \cdot \mathbf {M} } della magnetizzazione assume un ruolo analogo a quello della carica elettrica in elettrostatica, e può essere trattata come una carica effettiva (denotata con {\displaystyle \rho _{M}}).